# Рок (фильм, 2017)
«Рок» — российский драматический приключенческий фильм режиссёра Ивана Шахназарова.
Премьера в России состоялась  9 ноября 2017 года.
Слоган фильма: «Роковое приключение!»

## Сюжет
«Рок» — музыкальный жанр или злая судьба? Героев фильма, которые отправились покорять Москву, сопровождает и то, и другое. Эта троица даже еще не группа и не команда и, наверное, не друзья, но так было в начале пути. Чем дальше ребята удаляются от дома, чем опаснее их приключения и встреченные на пути люди, тем сильнее они меняются внутренне. Этот путь стал самым большим, ярким, опасным и незабываемым приключением в жизни молодых провинциальных музыкантов.

## В ролях
- Иван Ивашкин — Гоша
- Кирилл Фролов — Сева
- Дмитрий Чеботарёв — Шмон
- Виталий Кищенко — Венгр
- Никита Тарасов — Володя
- Евгений Стычкин — Константин
- Валерий Жуков — стрелочник
- Георгий Пицхелаури — водитель грузовика
- Евгений Мундум — главарь секты
- Полина Северная — дочка сектанта
- Александр Самойленко — конферансье
- Елена Сафронова — кассирша
- Елена Тарло — мама Севы

## Съёмочная группа
- Режиссёр-постановщик — Иван Шахназаров
- Авторы сценария — Иван Шахназаров, Иван Заваруев
- Оператор-постановщик — Евгений Мусин
- Композитор — Юрий Потеенко
- Звукорежиссёр — Анна Зобова
- Музыкальный редактор — Константин Шевелёв
- Звукорежиссёр перезаписи — Павел Шувалов
- Художник-постановщик — Нина Васенина
- Художник по костюмам — Ваня Боуден
- Костюмер — Моше Давид Эльханан
- Художник по гриму — Мария Куйбеда
- Режиссёр монтажа — Наталия Шмидт
- Второй режиссёр — Иван Заваруев
- Второй оператор — Никита Новиков
- Ассистент режиссёра по реквизиту — Стелла Серебрянская
- Ассистент оператора по фокусу — Владимир Волочков
- Механик крана — Алексей Конев
- Операторы steadicam — Алик Тагиров и Дмитрий Новиков
- Фотографы на площадке — Алексей Фокин, Алёна Жернакова, Даниил Домашев и Даниил Поз
- Автор песни — Михаил Милькис
- Пиротехника — Игорь Титов, Андрей Асеев, Леонид Подмарев и Михаил Якушев
- Постановщик трюков — Дмитрий Тарасенко
- Директор съемочной группы — Роман Бородаев
- Исполнительный продюсер — Ксения Вакулова
- Продюсеры — Владимир Малышев, Фёдор Попов

## Места съёмок
Фильм снимался в Москве, Балашихе, Брянской и Калужской областях.